# Mummy: The Resurrection
Mummy: The ressurection é um jogo de RPG da White Wolf cujos personagens são múmias. Isso não significa que fiquem perambulamdo vestido com trapos e agindo feito zumbi. No universo do World of Darkness elas estão entre os seres mais poderosos, possuindo uma série de habilidades especiais e uma quase imortalidade.